# أندي كوك (لاعب كرة قاعدة)
أندي كوك (بالإنجليزية: Andy Cook)‏ هو لاعب كرة قاعدة أمريكي، ولد في 30 أغسطس 1967 في ممفيس في الولايات المتحدة.

## وصلات خارجية
- أندي كوك على موقعبيزبول رفرنس.كوم (الدوري الرئيسي) (الإنجليزية)
- أندي كوك على موقعبيزبول رفرنس.كوم (الدوري الثانوي) (الإنجليزية)